# Коротковетвистый мурекс

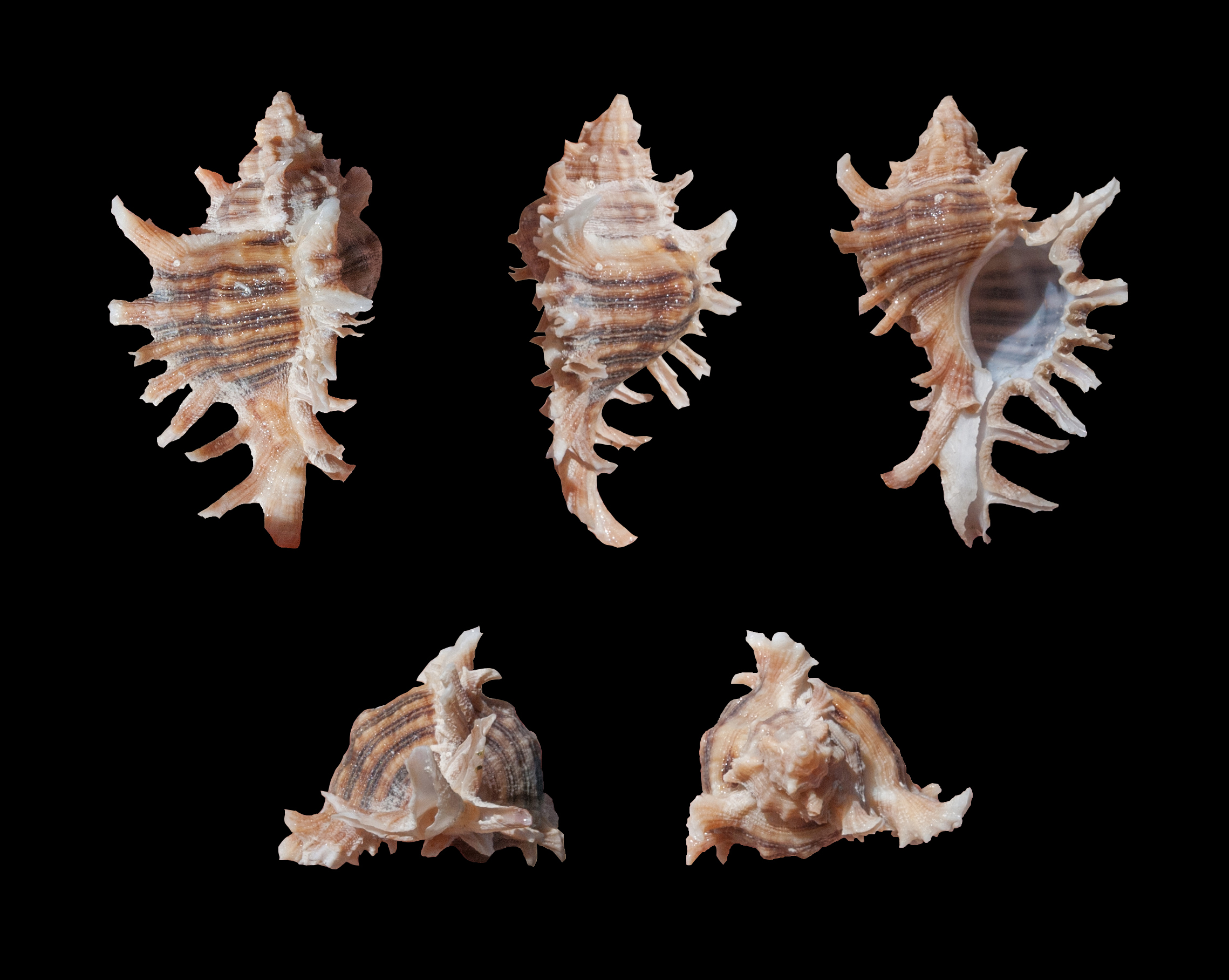
Коротковетвистый мурекс

Коротковетвистый мурекс (лат. Chicoreus brevifrons) — морской брюхоногий моллюск из семейства иглянок, обитающий в западной части Атлантического океана. Хищник, питается другими моллюсками.

## Описание
Длина веретенообразной раковины составляет от 8 до 15 см. Цвет раковины может варьировать, но в основном белый, часто с красными полосами. Устье также белое.

## Распространение
Вид встречается в западном Атлантическом океане от Флориды до Венесуэлы и Бразилии, в Мексиканском заливе и в Карибском море.
Моллюск живёт в защищённых заливах и лагунах в тине рядом с колониями устриц и в манграх.

## Питание
Питается, в частности, двустворчатыми и брюхоногими моллюсками, раковину которых пробуравливает при помощи радулы и под действием кислоты, либо раздавливает своей ногой. Предпочитает в качестве добычи устриц и арок.

## Использование
Раковина моллюска используется как украшение. Мясо моллюска можно употреблять как в сыром, так и в варёном виде.